# Кеверешу-Маре
Кеверешу-Маре (рум. Chevereșu Mare) — село у повіті Тіміш в Румунії. Входить до складу комуни Кеверешу-Маре.
Село розташоване на відстані 386 км на захід від Бухареста, 22 км на південний схід від Тімішоари.

## Населення
За даними перепису населення 2002 року у селі проживали 1027 осіб.
Національний склад населення села:
| Національність | Кількість осіб | Відсоток |
| -------------- | -------------- | -------- |
| румуни         | 841            | 81,9%    |
| цигани         | 173            | 16,8%    |
| угорці         | 10             | 1,0%     |

Рідною мовою назвали:
| Мова      | Кількість осіб | Відсоток |
| --------- | -------------- | -------- |
| румунська | 938            | 91,3%    |
| циганська | 80             | 7,8%     |
| угорська  | 7              | 0,7%     |